# Południowy Koncern Węglowy
Południowy Koncern Węglowy S.A. (w latach 2014–2024 Tauron Wydobycie S.A.) – polska spółka górnicza, która do 31 grudnia 2022 r. wchodziła w skład grupy kapitałowej TAURON. Spółka jest jednym z kluczowych producentów węgla energetycznego w Polsce. Głównym obszarem jej działalności jest wydobycie, wzbogacanie i sprzedaż węgla kamiennego. Rocznie Spółka wydobywa ok. 5 mln ton tego surowca. 
Spółka zapewnia dostawy węgla m.in. dla elektrowni i elektrociepłowni Grupy TAURON oraz innych zakładów wytwórczych energetyki zawodowej. indywidualnym odbiorcom oferuje paliwa węglowe do ogrzewania, w tym ekogroszki.

## Historia
Spółka powstała w 2005 roku jako Południowy Koncern Węglowy. Początkowo w jej skład wchodziły KWK Janina, oraz ZG-E Sobieski. W maju 2007 roku spółka dołączyła do grupy kapitałowej TAURON, a w 2014 roku zmieniła nazwę na TAURON Wydobycie S.A. W 2016 roku do Spółki dołączył ZG Brzeszcze.
1 stycznia 2023 r. TAURON Wydobycie stała się jednoosobową Spółką Skarbu Państwa i od tego momentu funkcjonuje poza strukturami kapitałowymi Grupy TAURON. Od 2 stycznia 2024 r. Spółka funkcjonuje pod firmą Południowy Koncern Węglowy S.A.. 

## Obecnie
W skład Południowego Koncernu Węglowego S.A. wchodzą trzy zakłady górnicze:
- ZG Sobieski (Jaworzno)
- ZG Janina (Libiąż)
- ZG Brzeszcze (Brzeszcze)

W Jaworznie powstaje szyb „Grzegorz”, jedna z największych realizowanych obecnie inwestycji w polskim górnictwie węgla kamiennego, który będzie dostarczał paliwo dla zlokalizowanego nieopodal nowego bloku energetycznego Grupy TAURON o mocy 910 MW. Szyb „Grzegorz” ma być wydrążony na głębokość 870 metrów